# Topliţa
Toplița (rumænsk udtale: [ˈtoplit͡sa]; ungarsk: Maroshévíz, ungarsk udtale: [ˈmɒroʃheːviːz]  ( hør) er en kommune i distriktet Harghita i Transsylvanien, Rumænien.
Byen administrerer otte landsbyer: Călimănel (Kelemenpatak), Luncani (Lunkány), Măgheruș (Magyaros), Moglănești (Moglán), Secu (Székpatak), Vâgani (Vugány), Vale (Válya) og Zencani (Zsákhegy).
Byen har 12.609 (2021) indbyggere.
Bebyggelsen har haft flere navneændringer: Taplócza', Toplicza, Gyergyó-Toplicza, fra 3. februar 1861 Oláh-Toplicza, eller "rumænske Toplița", derefter fra 1. januar 1907 Maroshévíz, indtil 1918, hvor den fik det rumænske navn Toplița Română. Både det rumænske og det ungarske navn betyder "varmtvandskilde"; det første er et rumænsk ord af slavisk oprindelse.

## Geografi
Toplița ligger i det østlige Transsylvanien, på den øvre del af Mureș-floden, nærmere bestemt i det nordvestlige hjørne af distriktet Harghita. Den ligger i en højde af 650 moh.  på Giurgiului-sletten mellem bjergene Giurgiului, Gurghiului og Călimani. 
Toplița ligger ved krydset mellem nationalvej 12 (Toplița - Sfântu Gheorghe) og nationalvej 15, som fører til Borsec og Piatra Neamț via det 1.105 m høje Karpaterpas Borsec. Den ligger også på jernbanelinjen Târgu Mureș-Deda-Gheorgheni. På grund af de bjergrige omgivelser besøges byen af mange turister.
De nærmeste byer er Borsec (26 km), Gheorgheni (38 km) og Reghinder ligger 69 km væk.